# 윈도우 XP 미디어 센터 에디션
윈도우 XP 미디어 센터 에디션(Windows XP Media Center Edition, MCE)은 윈도우 미디어 센터를 포함하는 최초의 윈도우 버전이었던 윈도우 XP 운영 체제 버전으로, 홈 엔터테인먼트 허브 역할을 하도록 설계되었다. 마지막 버전 윈도우 XP 미디어 센터 에디션 2005 업데이트 롤업 2는 2005년 10월 14일 출시되었다. 그 이후로 윈도우 미디어 센터는 이후 윈도우 버전의 특정 에디션들에 포함되었다. 윈도우 8의 선택적 유료 추가 기능이었으며 이후 윈도우 10에서 중단되었다. 윈도우 XP 미디어 센터 에디션은 2014년 4월 8일 기타 대부분의 윈도우 XP 에디션들과 함께 지원이 종료되었다.

## 같이 보기
- 코디 (소프트웨어)